# Wanda Curtis
Wanda Curtis (* 7. listopadu 1975), též Vanda Curtis, vl. jm. Hajnalka Katalin Kovacs, je maďarská pornoherečka, která začala svou kariéru v roce 1997. Natočila více než 130 filmů.